# Diogenes denticulatus
Diogenes denticulatus is een tienpotigensoort uit de familie van de Diogenidae. De wetenschappelijke naam van de soort is voor het eerst geldig gepubliceerd in 1891 door Chevreux & Bouvier.